# 狭叶落地梅
狭叶落地梅（学名：Lysimachia paridiformis var. stenophylla）为报春花科珍珠菜属落地梅的变种。分布于中国大陆的贵州、四川、云南、湖南、广西、广东等地，一般生长在林下及荫湿沟边，目前尚未由人工引种栽培。

## 别名
伞叶排草（拉汉种子植物名称） 破凉伞、背花草、灯台草（广西） 追风草（四川）